# Caio Servílio Gláucia
Caio Servílio Gláucia (m. 100 a.C.; em latim: Gaius Servilius Glaucia) foi um tribuno da plebe da gente Servília da República Romana e membro da facção dos populares no Senado Romano. 

## Primeiros anos
Gláucia é o autor de uma lei contrária aos interesses dos optimates e que remontava às tradições legislativas dos irmãos Graco: em 106 a.C., o tribuno da plebe Lúcio Licínio Crasso apoiou a Lex Servilia, promovida pelo cônsul Quinto Servílio Cepião, que impedia a nomeação de equestres para posições de júris em julgamentos de pessoas da ordem senatorial em casos de corrupção. Desde 122 a.C., por causa da Lex Sempronia, de Caio Graco, essas nomeações haviam sido transferidas dos senadores para os equestres. Por volta de 104 a.C., a Lex Servilia de Servílio Gláucia, inverteu novamente a situação, restaurando a exclusividade dos equestres nos júris, assegurando assim o apoio dos ricos plebeus e também da população mais pobre. Estas manobras tinha como objetivo enfraquecer o poder do Senado e retomar a plebe, que era apoiada pela facção dos populares, como um poder de fato paralelo ao dos senadores.

## Tribuno da plebe (101 a.C.)
Gláucia serviu como tribuno da plebe em 101 a.C. e fez parte do grupo de apoio ao cônsul Caio Mário juntamente com Lúcio Apuleio Saturnino, que também era tribuno. No ano seguinte, Saturnino e Gláucia prometeram novamente a concessão de terras aos soldados de Mário e, com ajuda de subornos e assassinatos, Mário foi eleito cônsul pela sexta vez (quinta consecutiva), Gláucia foi eleito pretor urbano e Saturnino, tribuno da plebe pela segunda vez. Saturnino então apresentou uma lei agrária para ampliar o escopo da que já havia sido aprovada na África e que propunha que todo o território ao norte do rio Pó, recentemente conquistado por Mário dos cimbros, deveria ser utilizado para assentar os veteranos , incluindo terras antes ocupadas pelas tribos celtas. Esta lei provocou uma enorme polêmica, já que estas terras eram, até serem conquistadas pelos cimbros, propriedade de camponeses italianos.

## Pretor e morte
No final de 100 a.C., desgastado pelos excessos de seus aliados, Mário rompeu a aliança e tanto Saturnino quanto Gláucia perceberam que a única chance que teriam seria manterem-se no cargo para que não fosse processados. Saturnino se candidatou e foi eleito tribuno da plebe e Gláucia, apesar de ter sido pretor havia menos de três, concorreu para o consulado, o que era irregular. O primeiro candidato, Marco Antônio Orador, foi eleito sem oposição enquanto que a segunda vaga aparentemente seria vencida pelo também membro da facção dos optimates, o antigo tribuno Caio Mêmio. Desesperado, Gláucia e Saturnino teriam conspirado para assassiná-lo ainda durante as eleições, o que revoltou o Senado e a população romana.
O relato mais aceito de sua morte, baseado em Cícero, conta que Gláucia teria sido morto no dia seguinte, depois que o Senado Romano obrigou que o cônsul, Mário, defendesse a República. Saturnino foi apedrejado na Cúria Hostília pelos optimates depois de ter sido preso no Capitólio em sua tentativa de resistir. Gláucia aparentemente foi encontrado em uma casa, arrastado para a rua e assassinado. Uma outra tradição, baseada em Apiano, defende que o próprio Gláucia teria assassinado Mêmio num rompante de fúria durante a Assembleia das centúrias e que, depois de fugir, teria se suicidado depois de saber que Saturnino havia sido morto.